# Grijze musgors
De grijze musgors (Haplospiza unicolor) is een vogelsoort uit de familie Thraupidae (tangaren).

## Verspreiding en leefgebied
De soort komt voor in Argentinië, Brazilië, Paraguay en Uruguay. Ze leven vaak tussen de bamboe.